# من الأعماق

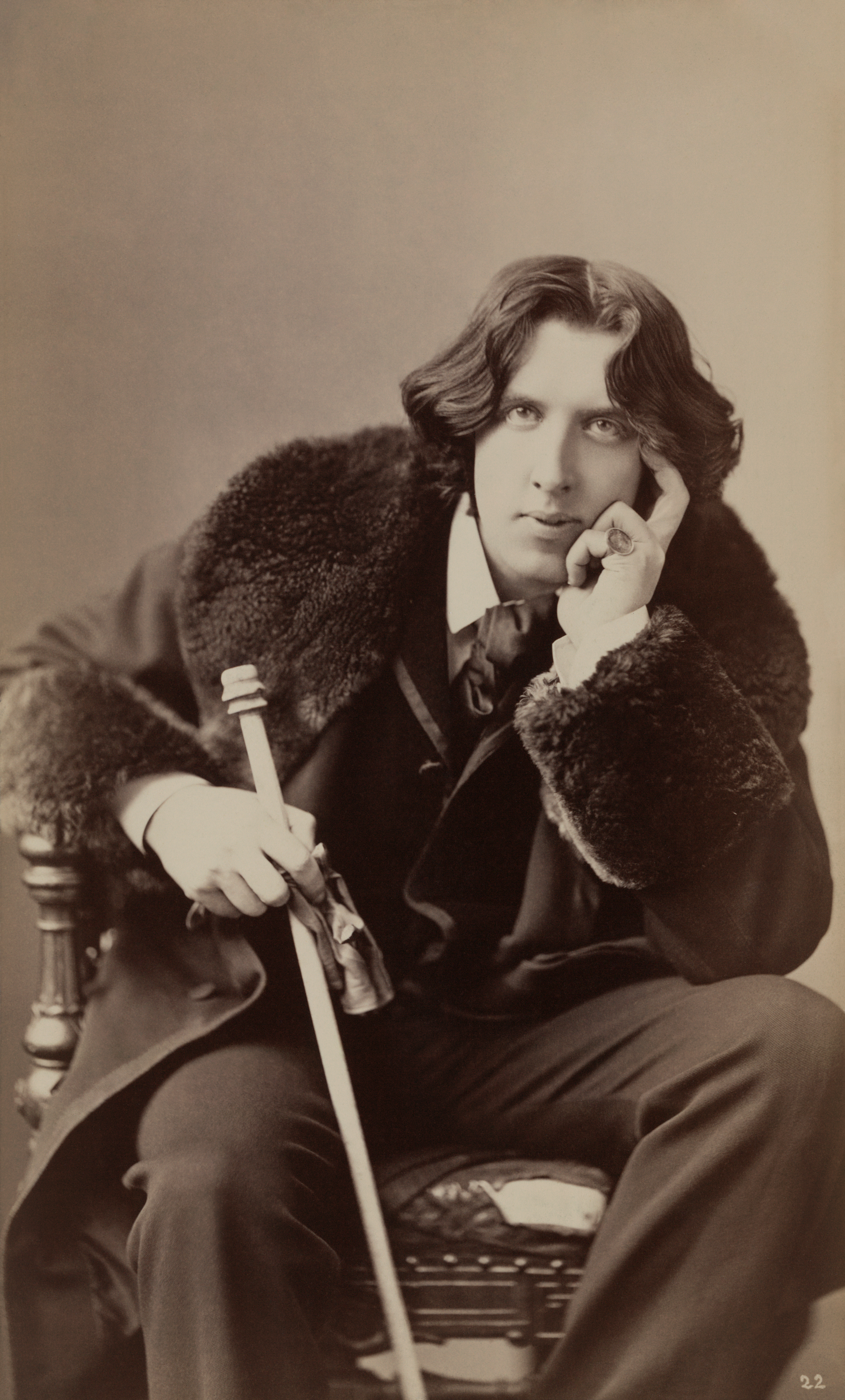

من الأعماق (باللاتينية: De Profundis) هي رسالة كتبها أوسكار وايلد إلى اللورد ألفريد دوغلاس، وذلك خلال سجن وايلد في سجن ريدينغ. في النصف الأول من الرسالة يروي وايلد علاقتهما السابقة ونمط الحياة الباذخ الذي أدى في النهاية إلى الحكم على وايلد بعدم الاحتشام وسجنه. ووجه وايلد اتهامات للورد ألفريد بسبب غروره، ولنفسه بسبب ضعفه وموافقته على تلك الرغبات. في النصف الثاني، يصور وايلد تطوره الروحي في السجن، ويضع نفسه مع يسوع المسيح، الذي صوره باعتباره فنانا رومانسيا وانفراديا.
كتب وايلد الرسالة بين يناير ومارس 1897، في فترة قريبة من نهاية حبسه. وكان الاتصال قليلا بين دوغلاس ووايلد وكان هذا الأخير يعانى من الأعمال الشاقة في السجن والعزلة العاطفية. ورأى المأمور الجديد أن الكتابة قد يكون أثر شافي أكثر من العمل في السجن. كان عمل وايلد تحت مراقبة شديدة ولم يسمح له بإرسال الرسالة، ولكنه أخذها معه عند الإفراج عنه، وعهد المخطوطة إلى عاشق سابق، وهو صحفي يدعى روبرت روس، وأمره أن ينسخ منها نسختين: واحد ليتم إرسالها إلى المؤلف نفسه والأخرى لدوغلاس. نشرت روس الرسالة في عام 1905، بعد خمس سنوات من وفاة وايلد، وأعطاها عنوان «من الأعماق» من المزمور 130. وكانت هذه النسخة غير مكتملة، حيث أزيلت منها نقاط السيرة الذاتية. ونشرت طبعات مختلفة حوت نصوصا أكثر حتى عام 1962 عندما ظهرت النسخة الكاملة والصحيحة في مجلد احتوى على رسائل وايلد.